# لانگشاید
لانگشاید (به آلمانی: Langscheid) یک شهر در آلمان است که در ماین-کبلنتس واقع شده‌است. لانگشاید ۹۳ نفر جمعیت دارد.